# Primas dalmatský a celého Chorvatska

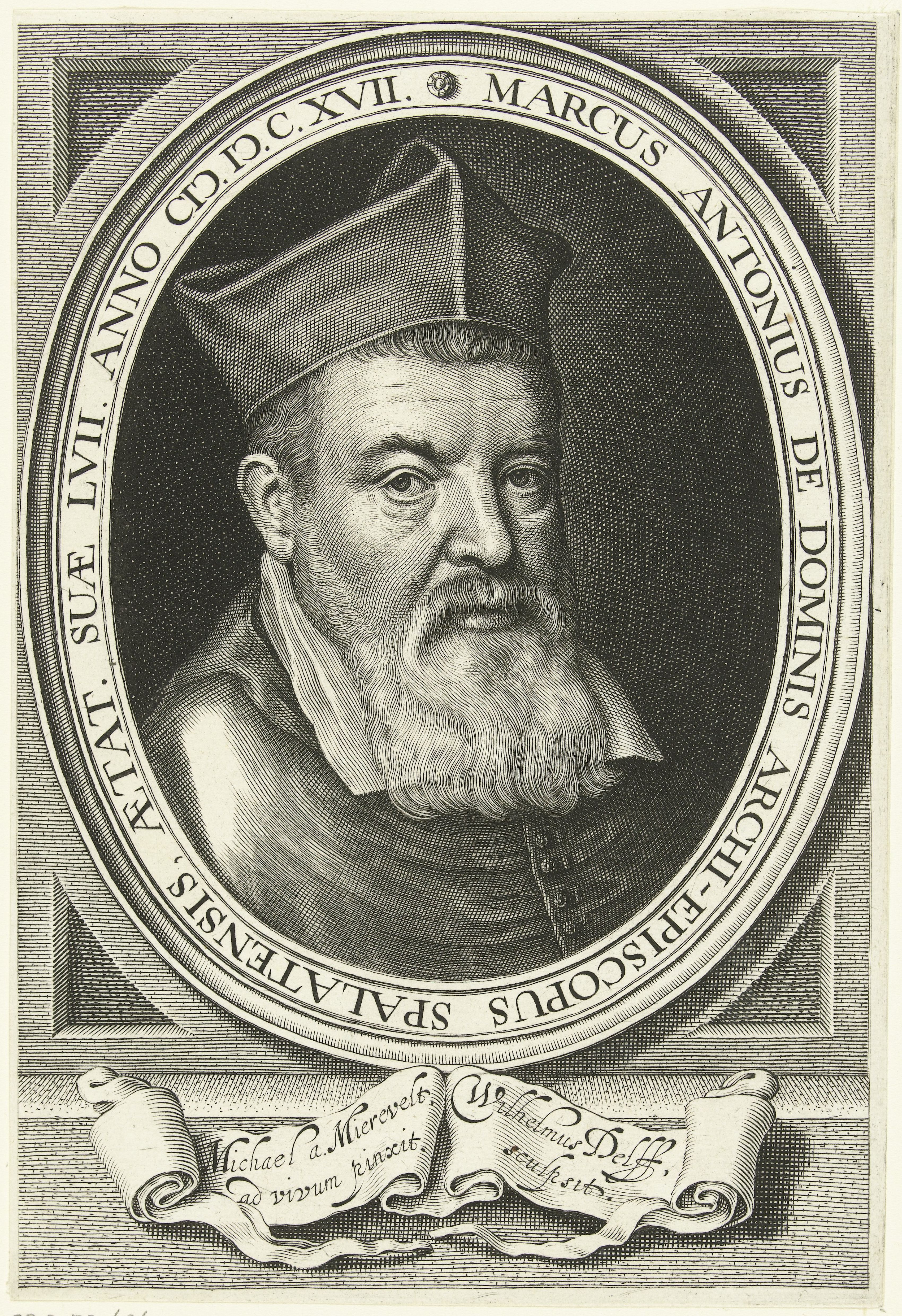
Markantun de Dominis, arcibiskup splitský, metropolita a primas Dalmácie a celého Chorvatska v letech 1602 - 1616.

Primas Dalmácie a celého Chorvatska (chorvatsky Primas Dalmacije i cijele Hrvatske, latinsky Dalmatiae ac totius Croatiae primas) je někdejší vysoký církevní titul římskokatolické církve v Chorvatsku. 

## Historie
Titul primas obecně náleží nejstarší diecézi nebo arcidiecézi na daném státním území. Proto náležel arcibiskupům a metropolitům splitským od středověku až do roku 1828, kdy byla bulou Locuum beati Petri papeže Lva XII. (1823–1829) splitská arcidiecéze a metropolie zrušena a ponížena na diecézi a připojena k nově zřízené zadarské arcidiecézi a metropolii. 
Splitský arcibiskup měl jako primas nejvyšší pravomoc nejen nad diecézemi své metropolie, ale i nad ostatními metropoliemi na území státu. Pravomoci splitského arcibiskupa coby primase však byly spíše výsadou a teoreticky měl právo svolávat a předsedat národním synodám, korunovat krále a vyslechnout výzvy či stížnosti svých metropolitů.
Splitský arcibiskup obdržel na splitských církevních koncilech v letech 925 a 928 titul metropolity, ačkoli je možné, že při té příležitosti obdržel titul primase. Prvním splitským arcibiskupem, u kterého bylo potvrzeno, že používal titul primas Dalmácie a celého Chorvatska, byl Bernard I. (1199–1217). Posledním nositelem titulu byl splitský arcibiskup a metropolita Lelije Cipiko (1784–1807).